# 普安街道
普安街道是中华人民共和国四川省遂宁市蓬溪县下辖的一个街道办事处。2019年9月，设立普安街道，将赤城镇城南社区、成龙社区、映月社区、普安社区、竹林桥社区、梨园社区、华园社区、打铁垭村、任家桥村所属行政区域划归普安街道管辖。

## 行政区划
普安街道下辖以下村级行政区划单位：
城南社区、成龙社区、映月社区、普安社区、竹林桥社区、梨园社区、华园社区、打铁垭村、任家桥村。